# City of Wax
City of Wax é um filme de drama em curta-metragem estadunidense de 1934 dirigido e escrito por Horace Woodard e Stacy Woodard. Venceu o Oscar de melhor curta-metragem live action (inovação) na edição de 1935.